# Constantine (película)
Constantine es una película estadounidense de 2005 del género thriller de acción, dirigida por Francis Lawrence y protagonizada por Keanu Reeves y Rachel Weisz. Con un guion de Kevin Brodbin y Frank Cappello, la película se basa en John Constantine, personaje de los cómics de Hellblazer de DC Comics. Fue recibida por los críticos de cine con reacciones mixtas, retrata a John Constantine como un psíquico con la capacidad de percibir y comunicarse con ángeles y demonios en su verdadera forma. 
Constantine fue lanzada en Hong Kong el 8 de febrero de 2005 y en los Estados Unidos y Canadá el 18 de febrero. Box Office Mojo informó que Constantine ganó casi 30 millones de dólares en la taquilla de América del Norte en su primer fin de semana, por lo que es la película con la segunda ganancia más alta para ese fin de semana. Pasó a ganar 75 976 178 USD en la taquilla de América del Norte y un total de 230 884 728 USD en todo el mundo.

## Argumento
Dios y Lucifer están comprometidos en una guerra permanente por todas las almas de la humanidad. Donde también a los ángeles y demonios se les tiene prohibido manifestarse frente a los seres humanos en la Tierra, solo se les permite poseer o incluso influir en los seres humanos y se utilizan mestizos para vender influencias, pero sin intervención directa. La trama principal gira en torno a John Constantine (Keanu Reeves), un exorcista que nació con la habilidad de poder ver los ángeles y demonios. Pero a raíz de sus visiones, a los quince años tomó la decisión de suicidarse en un intento por escapar de estas, sin embargo después de pasar solo dos minutos en el infierno, este sería revivido poco después por unos paramédicos que lo atendieron en esa ocasión, pero a raíz de esta experiencia, Constantine comprende que su alma ahora estará condenada a irse a este lugar una vez que muera por el pecado de tomar su propia vida.
En una iglesia abandonada de México, un vagabundo llamado Manuel encuentra accidentalmente un compartimiento secreto y saca una vieja bandera de la Alemania nazi la cual envolvía la lanza del destino, pero después una gran fuerza misteriosa hace que este inexplicablemente camine en una especie de trance hacia la carretera para ser atropellado violentamente por un automóvil, muriendo al instante y destruyendo toda la parte de enfrente del auto que lo atropelló, pero rápidamente el cuerpo de Manuel es poseído por un demonio y escapa de la escena con la lanza entre manos. Mientras tanto en Los Ángeles, el padre Hennessy pide la intervención de Constantine para exorcizar a una niña poseída por un soldado demonio, el cual el padre pese a su experiencia no pudo expulsar al ente demoniaco sin la ayuda de John; y además parece ser que el soldado demonio intenta acceder a la Tierra a través de ella, algo que en teoría no debería ser posible, John inicia un ritual de exorcismo y consigue sacar al soldado demonio de la niña, el cual momentos después consigue atrapar en un espejo de un metro de alto y lo lanza por la ventana antes de que el demonio lograse salir de este, para terminar siendo destruido sobre el taxi de Chas Kramer, enviando al soldado demonio de regreso al infierno. Posteriormente, Constantine busca una audiencia con el ángel andrógino mestizo Gabriel (Tilda Swinton) y le pregunta por un aplazamiento de su inminente muerte por cáncer de pulmón, pero Gabriel se niega diciéndole que sus motivos para exorcizar a los demonios son egoístas y no le ganarán la entrada al cielo pese a sus esfuerzos y que el cáncer de pulmón se lo provocó el mismo John por fumar demasiados cigarrillos. Después de irse, Constantine repele el ataque de un demonio completo a la intemperie compuesto de insectos y crustáceos, pero a raíz de este encuentro, John decide reunirse con el médico brujo llamado Papa Midnite (Djimon Hounsou) para que lo ayude en esta investigación, pero debido a su pacto de neutralidad, Midnite se niega a ayudar a John mientras el balance entre el Cielo y el Infierno no se desequilibre. Justo en ese momento, Constantine también se encuentra con el demonio mestizo Balthazar, quien le informa que todo el infierno está esperando con ansias la muerte de John, para posteriormente castigarlo por andar interfiriendo en repetidas ocasiones con los planes de varios demonios y que su alma en particular es la única que Lucifer vendría a la Tierra personalmente a llevarse. Ante esta situación, Constantine comienza a investigar todo el asunto junto con sus socios Beeman (Max Baker), el padre Hennessy (Pruitt Taylor Vince) y Chas Kramer (Shia LaBeouf) para encontrar una respuesta de todo lo que esta sucediendo. Por otro lado, la detective de la policía de Los Ángeles, Ángela Dodson (Rachel Weisz) aparece en el apartamento de Constantine para pedirle ayuda y averiguar un caso relacionado con la muerte de su hermana gemela, Isabel Dodson, la cual recientemente se suicidó al saltar al vacío desde la azotea de un hospital mental donde estaba internada, a pesar de que en la filmación de las cámaras de seguridad se muestra como Isabel salta al vacío, Ángela esta convencida de que Isabel nunca se suicidaría, ya que ella era una católica devota y sabía las consecuencias de hacer eso. Sin embargo Constantine solo se burla de ella y se niega a ayudarla en su investigación, pero después que un grupo de demonios intenta atacar a Ángela en plena calle, Constantine los repele con su zippo proyectando una luz parecida al sol y se compromete a ayudarla.
Posteriormente en el apartamento de Ángela, el mismo Constantine decide hacer una visita al infierno con un hechizo especial, para averiguar si la hermana de Ángela se encuentra en este lugar, al llegar Constantine al infierno efectivamente confirma sus sospechas y comprueba que se suicidó, por lo cual rápidamente regresa a la Tierra y le menciona esto a Ángela, para que esta sepa que su hermana gemela ahora esta condenada en el infierno por cometer aquel pecado. A través de los hallazgos del padre Hennessy y Beeman, Constantine se entera de que Mammon, el hijo de Lucifer, busca crear su propio reino en la Tierra al irrumpir en el plano humano, lo cual en teoría no esta permitido, debido a las reglas que están establecidas entre el Cielo y el Infierno. Para llevar a cabo el retorcido plan, Mammon también requiere de la ayuda de Dios y de una poderosa psíquica, Isabel, que fue proporcionada por el mitad-demonio Balthazar (Gavin Rossdale). Después de recabar la información, el padre Hennessy y Beeman son encontrados muertos y Constantine llega a creer que presuntamente el demonio Balthazar sea responsable de todo, también Ángela revela que ella poseía el mismo don que su hermana y Constantine, pero se negó tanto a utilizarlo que pasó a estar «inactivo» en ella. Con la ayuda de Constantine y de un ritual especial, Ángela vuelve a despertar la capacidad psíquica que había tenido inactiva a través de una experiencia cercana a la muerte, momentos después con esta habilidad despierta nuevamente, Angela es capaz de detectar la moneda del demonio Balthazar en el lugar donde Beeman murió y rápidamente concluye que este demonio es el culpable de todo este asunto. Muy enfurecido por el hallazgo, John se arma con diferentes artefactos del taller de Beeman y construye una escopeta santa, combinada con el aliento de dragón, para así tomar represalias contra este demonio por la muerte de sus amigos y por violar las reglas del balance. Momentos después, John va en búsqueda del híbrido demonio Balthazar y lo interroga sobre que esta tramando el malvado Mammon, donde rápidamente Balthazar le revela que Mammon encontró la Lanza del destino, la cual tiene la sangre de Jesucristo incrustada en ella, pero cuando están a punto de irse, Ángela se aparece en la entrada de la habitación y Balthazar se ríe de John, diciendo que ella era su blanco desde el principio y que este la trajo directo a ellos, pero no conforme con esto John le dispara con su arma a Balthazar y lo destruye en mil pedazos, justo cuando John y Ángela abandonan la escena, el mismo Mammon usando el cuerpo del vagabundo Manuel se aparece en la entrada, donde Balthazar le informa que encontró a la hermana gemela de Isabel y que la misma ya esta lista para el ritual, además de ello Balthazar le ofrece su lealtad a Mammon si este lo ayuda a restaurar su cuerpo despedazado, pero Mammon lejos de compartir su victoria, lo desintegra y lo envía de regreso al infierno. Mientras esperan el ascensor, John descubre que Ángela se quitó el collar del padre Hennessy, lo que ocasiona que sea arrastrada por una fuerza invisible y secuestrada hasta el hospital donde Isabel murió, para ser utilizada como portal de nacimiento de Mammon a la Tierra. A raíz de esto, Constantine convence a Papa Midnite de que el balance fue alterado y este le permite usar «la silla», una antigua silla eléctrica de la prisión de Sing Sing, que había matado a más de doscientos reclusos en sus años de uso. Mientras esta en la silla, Constantine tiene la visión de como la Lanza fue descubierta en México por el vagabundo Manuel, el cual fue poseído por el ente y lleva la Lanza a Los Ángeles para este malévolo propósito. Al ser conscientes de los planes del infierno, Constantine y Chas van al hospital para interrumpir el ritual. En tanto, Ángela es sorprendida por el poseído Manuel, quien intenta ahogarla para llevarla al infierno; dónde los demonios la rodean y le abren paso a Mammon que ataca a Ángela y se introduce en ella. Constantine y Chas llegan a la sala del ritual y realizan el exorcismo para liberarla; lo consiguen parcialmente, porque Mammon se traslada al vientre de Ángela que grita de dolor pidiendo que lo saquen. Finalmente, expulsan al demonio y logran salvar a Ángela, pero Chas es invadido por una fuerza mayor y es golpeado fuertemente contra el piso y techo de la habitación hasta la muerte.
Al ver esto, un enfurecido Constantine pone de manifiesto su gran poder al unir sus brazos en los cuales hay imágenes religiosas tatuadas, con lo que habría logrado vencer por fin al demonio si no hubiera sido detenido en el último momento por el arcángel Gabriel, quien rápidamente somete a Constantine. Gabriel revela que todo este plan es idea suya y se lamenta del favoritismo de Dios hacia los seres humanos, considerando que la facilidad que les brinda para ser perdonados por sus pecados no debería ser exclusiva de ellos, y cree que traer el infierno a la Tierra permitirá que los sobrevivientes se conviertan en verdaderamente dignos del amor de Dios a través del arrepentimiento y la fe. Ante este plan Constantine le menciona a Gabriel que enloqueció y que no se saldrá con la suya, sin embargo Gabriel lanza a Constantine de la habitación y va a apuñalar a Ángela con la lanza del destino para completar el ritual de liberación de Mammon a la Tierra. Viendo que no podría detener el ritual a tiempo, Constantine decide cortarse las venas sabiendo dos cosas: uno, que el suicidio de una persona en la religión católica es motivo suficiente para que el que lo cometa vaya al infierno directamente y dos: que su alma es la única del mundo a la cual Lucifer en persona se presentaría a reclamar. En la sala del ritual, Gabriel se acerca a la inconsciente Ángela; toca su rostro para dejarla poseída de nuevo; pone su mano en la panza gestando a Mammon en su interior y le abre paso para su nacimiento, mientras prepara la Lanza del Destino. Mammon se desplaza por todo el útero de Ángela; Gabriel apunta el filo de su Lanza al ombligo  y justo cuando empieza a bajar para culminar el ritual, el tiempo se detiene.
En ese instante, Lucifer (Peter Stormare) se presenta en la sala. Constantine le menciona la idea de su hijo Mammon, pero en un principio Lucifer no le cree, ya que sabe lo engañoso que puede ser John, sin embargo este le insiste que lo vea por sí mismo, por lo que Lucifer entra al cuarto donde se realiza el ritual y lo detiene antes de que sea completado, enviando a Mammon de vuelta al infierno, evitando que este conquiste la Tierra primero que él. Pero cuando Gabriel intenta castigar a Lucifer, las alas del arcángel se queman y se convierte en humano, ya que debido a sus actos recientes, el mismo Dios lo terminó degradando de su poder divino. Tras impedir la llegada de Mammon a la Tierra, momentos después Lucifer se acerca a John y admite que le debe un favor por ayudarlo y le pregunta a John si a cambio quiere que le dé una extensión, para evitar que el cáncer de pulmón finalmente lo mate, pero John en su lugar le pide que por favor libere el alma de Isabel, para que esta pueda irse al Cielo, por lo que Lucifer acepta el trato de John y deja ir el alma de Isabel al Cielo y posteriormente comienza a arrastrar a Constantine hacía el infierno, pero debido a su autosacrificio este consigue la redención de Dios y empieza a subir a los Cielos. Pero un enfurecido Lucifer deseando rescatar el alma de Constantine admitiendo que esta le pertenece, lo cura de sus heridas y su cáncer de pulmón, para que pueda vivir otra vez y hacer que este se dé cuenta de que pronto deseará estar en el infierno. Finalmente, Angela y Constantine se van con la lanza, pero en eso ven a Gabriel ya convertido en humano y este tienta a John a asesinarlo con su escopeta santa para cobrar venganza de este por todo lo que le hizo previamente, sin embargo Constantine en lugar de matarlo opta por golpearlo en la cara y le dice: «Eso se llama dolor, acostúmbrate.» Horas más tarde John le entrega la lanza a Ángela, dándole instrucciones de esconderla donde nadie pueda encontrarla otra vez y que se olvide de todo lo que pasó. En la escena final John en lugar de fumar un cigarrillo, al igual que en el pasado, empieza a masticar un chicle de nicotina.
En la escena poscréditos, se puede ver cómo Constantine visita la tumba de su compañero Chas Kramer, deja un zippo -con el motivo de la Medalla de San Benito en él- y le dice: «Lo lograste chico.» Al darse la vuelta, Chas aparece como el ángel que siempre fue, revelando que fue elegido como el nuevo arcángel Gabriel, con lo que queda demostrado que aunque Constantine no cree en la ayuda de Dios, este siempre estuvo cerca cuidándolo.

## Reparto
| Personaje                     | Intérprete          |
| ----------------------------- | ------------------- |
| John Constantine              | Keanu Reeves        |
| John Constantine (de pequeño) | Connor Dylan Wryn   |
| Angela Dodson                 | Rachel Weisz        |
| Isabel Dodson                 | Rachel Weisz        |
| Chas Kramer                   | Shia LaBeouf        |
| Arcángel Gabriel              | Tilda Swinton       |
| Balthazar                     | Gavin Rossdale      |
| Papa Mid-Nite                 | Djimon Hounsou      |
| Padre Hennessy                | Pruitt Taylor Vince |
| Lucifer Morningstar           | Peter Stormare      |
| Ellie                         | Michelle Monaghan   |

## Secuela planeada
En septiembre de 2022, Warner había dado luz verde a una secuela de la película, con Keanu Reeves como posible protagonista; sin embargo en 2023, según el experto en la industria KC Walsh, esta secuela fue cancelada.
Pero momentos después, Warner Bros. desmintió las especulaciones y confirmó que el proyecto sigue en pie, siendo de igual manera protagonizado por Keanu Reeves. Secuela la cual iniciará momentos después del final de la primera, confirmando que el proyecto sigue adelante. 